# Therion brevicorne
Therion brevicorne là một loài tò vò trong họ Ichneumonidae.